# Coproporphyrinogen I
Coproporphyrinogen I ist ein Stoffwechselintermediat, das als unerwünschtes Nebenprodukt in der Biosynthese von Porphyrinen anstelle von Coproporphyrinogen III auftreten kann. Das I-Isomer wird normalerweise nicht vom menschlichen Körper produziert; seine Akkumulation im Körper verursacht eine Form von Porphyrie.
Die Verbindung gehört zu den Porphyrinogenen, einer Klasse von Verbindungen, deren zentrales Strukturelement ein Hexahydroporphin-Macrozyklus ist. Bei den Coproporphyrinogenen sind die äußersten Wasserstoff-Atome des Kerns durch vier Methyl-Gruppen und vier Propionsäure-Gruppen ersetzt.
Der Unterschied zwischen Coproporphyrinogen I und III besteht in der Anordnung der vier Carboxyethyl-Gruppen (P) und der vier Methyl-Gruppen (M). Das I-Isomer hat die Sequenz MP-MP-MP-MP, während sie im III-Isomer MP-MP-MP-PM lautet: die Reihenfolge der letzten beiden Seitenketten ist umgekehrt.

## Biosynthese
Coproporphyrinogen I wird im regulären Porphyrinbiosyntheseweg nicht produziert. Wenn jedoch das Enzym Uroporphyrinogen-III-Cosynthase fehlt oder inaktiv ist, wird die Verbindung Uroporphyrinogen I anstelle von Uroporphyrinogen III produziert. Das Enzym Uroporphyrinogen-Decarboxylase katalysiert die Reaktion von I- und III-Isomer, sodass bei Vorliegen von Uroporphyrinogen I das Coproporphyrinogen I entsteht:
Die Reaktion beinhaltet die Umwandlung der vier Carboxymethyl-Seitenketten in Methylgruppen, wobei vier Moleküle Kohlendioxid freigesetzt werden.
Anders als das III-Isomer wird das zytotoxische Coproporphyrinogen I vom Körper nicht weiter verstoffwechselt, sondern akkumuliert. Dies verursacht den pathologischen Zustand der kongenitalen erythropoetischen Porphyrie (Morbus Günther).